# Keskvere (Saaremaa)
Koordinaten: 58° 25′ N, 22° 32′ O
Keskvere (deutsch Keskfer) ist ein Dorf (estnisch küla) auf der größten estnischen Insel Saaremaa. Es gehört zur Landgemeinde Saaremaa (bis 2017: Landgemeinde Lääne-Saare) im Kreis Saare.

## Einwohnerschaft und Lage
Das Dorf hat neun Einwohner (Stand 1. Januar 2016). Seine Fläche beträgt 0,73 km².
Der Ort liegt 17 Kilometer nördlich der Inselhauptstadt Kuressaare. Er wurde erstmals 1592 urkundlich erwähnt.